# 星野次彦
星野 次彦（ほしの つぐひこ、1959年11月6日 - ）は、日本の財務官僚。元国税庁長官。日本損害保険協会副会長。
愛知県出身。

## 人物
東海高等学校を経て、東京大学法学部第2類（公法コース）卒業後、1983年 大蔵省に入省する。関税局企画課。1989年 大臣官房秘書課課長補佐。主計局総務課課長補佐などを経て、1994年 主計局主計官補佐（通産第三係主査）となり中小企業予算を担当し、阪神淡路大震災での中小企業対策の対応に追われる。その後建設係の主査も務める。2000年連合王国大使館参事官。2003年 主計局調査課長から大臣秘書官事務取扱。税制第一課長から2009年 文書課長などを経て、2016年6月17日 主税局長。2019年7月5日 国税庁長官。2020年7月20日 退職。

## 略歴
- 東京大学法学部第2類（公法コース）卒業[2]
- 国家公務員上級甲種試験（法律）合格
- 1983年4月：大蔵省入省
- 1986年：理財局資金第一課調査主任[5]
- 1987年：理財局総務課資金調整係長[6]
- 1988年7月：飯田税務署長
- 1989年7月：大臣官房秘書課課長補佐（調査）､（併）大臣官房文書課課長補佐（審査・管理）[7]
- 1991年7月：国際金融局為替資金課課長補佐（特別会計）[8]
- 1993年7月：主計局総務課課長補佐（企画）[8]
- 1994年7月：主計局主計官補佐（通産第三係主査）
- 1995年6月：主計局法規課課長補佐（第一）[8]
- 1996年7月：主計局主計官補佐（建設第一、二係主査）
- 1997年7月：銀行局中小金融課課長補佐（総括、第二地銀）[8]
- 1998年6月：金融企画局総務課課長補佐（総括）[8]
- 1999年7月：金融企画局局付（外務研修）
- 2000年6月：外務省在連合王国日本国大使館参事官
- 2003年4月：外務省在英国日本国大使館参事官
- 2003年7月：主計局調査課長
- 2003年9月：大臣官房付､（命）財務大臣秘書官事務取扱（谷垣禎一）
- 2006年9月：主税局調査課長
- 2007年7月：主税局税制第一課長
- 2009年7月：大臣官房文書課長
- 2011年7月：大臣官房審議官（主税局担当）
- 2015年7月：国税庁次長
- 2016年6月：主税局長
- 2019年7月：国税庁長官
- 2020年7月：辞職[4]、財務省顧問[9]
- 2020年11月：新日本科学顧問[10]
- 2020年12月：TMI総合法律事務所顧問[9]、ミダスキャピタル顧問[11]
- 2021年1月：辻・本郷税理士法人顧問[12]
- 2021年4月：日本M&Aセンター顧問[13]
- 2021年6月：日本損害保険協会副会長[14]、東急不動産ホールディングス取締役[15]
- 2023年6月：アイシン取締役[16]